# مارتا آبا
مارتا آبا (ایتالیایی: Marta Abba؛ ۲۵ ژوئن ۱۹۰۰ – ۲۴ ژوئن ۱۹۸۸) بازیگر اهل ایتالیا بود.
از فیلم‌ها یا مجموعه‌های تلویزیونی که وی در آن‌ها نقش داشته است، می‌توان به «وفاداری عشق» (۱۹۳۴) اشاره نمود.